# Nucleus fastigii
Der Nucleus fastigii (dt. Giebelkern), auch Nucleus medialis cerebelli, ist ein Kerngebiet im Kleinhirn.

## Anatomie
Der Nucleus fastigii zeigt sich, wie alle Kleinhirnkerne, am besten im Horizontalschnitt. Er befindet sich im Marklager des Vermis cerebelli, steht funktionell eng mit der Rinde des Lobus flocculonodularis in Verbindung und ist bilateral mit den Nuclei vestibulares und der Formatio reticularis in Pons und Medulla oblongata verbunden. Namensgebend war seine mediale Lage an der höchsten Stelle des Daches (fastigium, lat. = Dachgiebel) des vierten Ventrikels. Häufig sind seine kaudalen Anteile vereinigt, so dass das Bild eines „offenen V“ entsteht. Gelegentlich wird in der Literatur auch ein locker gebauter lateraler und ein kompakter gebauter medialer Kernteil unterschieden.

### Projektionen
Afferenzen erhält der Nucleus fastigii an seinem rostralen Pol aus der anterioren A-Zone des Kleinhirnwurms. Die Fasern aus dem kaudalen Vermis projizieren auf den gesamten Giebelkern. Weiterhin gibt es pyramidale Afferenzen. Außerdem vermitteln Purkinjezellen vom Folium und Tuber vermis visuelle Impulse in die kaudalen Abschnitte der Nuclei fastigii.

Der Nucleus fastigii projiziert in kleinerem Umfang gekreuzte Fasern einerseits aufsteigend zum Mittelhirn und zum Zwischenhirn, andererseits in sehr geringen Anteilen absteigend zum Rückenmark. Weiterhin gibt es GABAerge Neurone, die gekreuzte Fasern zum Nucleus olivaris accessorius medialis senden.
Ein weitaus größerer Teil seines efferenten Systems projiziert als Fasciculus uncinatus (Russel-Hakenbündel) in die Vestibulariskerne, dessen Fasern im rostralen Teil der Commissura cerebelli kreuzen, den kontralateralen Giebelkern durchlaufen und anschließend hakenförmig um die dorsolaterale Seite des Brachium conjunctivum laufen, um dann an der Grenze des Corpus restiforme und des Corpus juxtarestiforme durch den Pedunculus cerebellaris inferior zu ihrem Zielort zu ziehen. Darüber hinaus gibt es Fasern, die als Fibrae fastigiobulbares rectae ungekreuzt durch das Corpus juxtarestiforme des Pedunculus cerebellaris inferior zu den Nuclei vestibulares gelangen. Sowohl gekreuzte als auch ungekreuzte Fasern enden entweder in den Nuclei vestibulares mediales et inferiores oder durchziehen diese und enden in der Formatio reticularis.
Ein weiterer kleiner Anteil der gekreuzten Fasern gelangt als Fasciculus uncinatus ascendens über den Pedunculus cerebellaris superior beispielsweise zum Tegmentum, periaquäduktalem Grau oder Colliculus superior des Mittelhirns sowie zum Nucleus posterior venterolateralis und anderen intralaminären Kernen des Thalamus.

## Physiologie
Der Nucleus fastigii innerviert die Ursprungskerne des Tractus reticulospinalis und des Tractus vestibulospinalis medialis. Die aufsteigende Projektion über den Thalamus zum Motorcortex verschaltet ihn mit dem Tractus corticospinalis, über den die Stamm- und proximale Körpermuskulatur gesteuert und reguliert wird. So kann die Körperhaltung an die Körperbewegung angepasst bzw. die Bewegung für eine entsprechende Körperhaltung eingestellt werden.
Die visuellen Afferenzen werden über die Giebelkerne auf die kontralaterale Formatio reticularis von Pons und Mesencephalon sowie bilateral auf die obere Lamina tecti vermittelt. Man nimmt an, dass darüber eine Anpassung an ruckartige Augenbewegungen entsteht.
Weiterhin gibt es Projektionen zum Nucleus parasolitarius des Nervus vagus, zum Nucleus dorsalis nervi vagi, zu den Raphekernen, zum Locus caeruleus und zum zentralen Höhlengrau, worüber viszeromotorische Systeme beeinflusst werden können.